# Agide Lenzi
Agide Lenzi (Livorno, 12 luglio 1937) è un ex calciatore italiano, di ruolo attaccante.

## Carriera
Classico centravanti, esordì con il Livorno, che nel 1955 lo cedette in prestito al La Portuale, squadra minore della città labronica. Tra il 1957 e il 1959, Lenzi giocò con il CRAL Cirio Barra, realizzando venticinque reti in terza serie. Nel 1959, venne acquistato dal Cosenza, con cui disputò 119 partite. Si laureò capocannoniere del Girone C della Serie C per due anni di fila, vincendo il campionato e conquistando la promozione in Serie B nel 1960-1961. In Serie B, realizzò 9 reti il primo anno e 11 durante il secondo. Venne ceduto all'inizio della stagione 1963-1964. Lenzi è il secondo marcatore di sempre con la maglia del Cosenza, dietro Luigi Marulla, con 59 reti realizzate. Giocò, poi, anche per il Pisa, il Marsala ed il Pontedera.

## Palmarès

### Club

#### Competizioni nazionali
- Serie C: 2

Cosenza: 1960-1961
Pisa: 1964-1965